# أوبر غروبن فوهرر

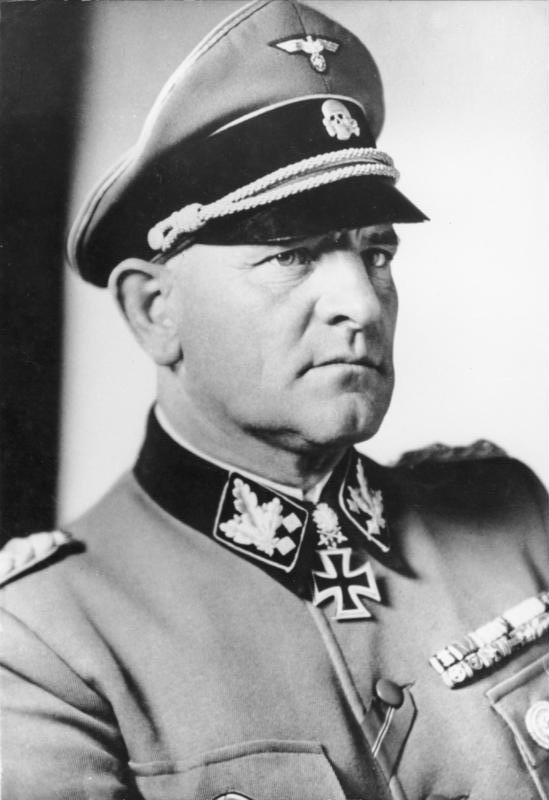
جوزيف ديتريش أحد ممن حملوا لقب أوبر جروبن فوهرر

أوبر جروبر فوهرر كان رتبة للحزب النازي ورتبة شبه عسكرية التي أنشأت لأول مرة في عام 1932 باعتباره رتبة للإس أي حتى عام 1942، وكان يعلوه برتبة أعلى إلى الرايخفهرر-SS الذي حمله هاينريش هيملر، وقد أنشئ رتبة إس أي أوبر جروبر فوهرر على أيدي أفراد من (القيادة العليا).
تم إنشاء أوبر جروبن فوهرر نتيجة للنمو والتوسع في قوات الأمن الخاصة تحت هينريك هيملر.